# Portkey Games
Portkey Games (portkey signifiant « portoloin ») est un label de jeux vidéo appartenant à Warner Bros. Interactive Entertainment, fondée en 2017 et dédiée à la création d'expériences de jeu vidéo liés à l’univers de J. K. Rowling,.

## Historique
Portkey Games a annoncé son premier jeu en 2017, en collaboration avec les créateurs de Pokémon Go, Niantic, pour produire un jeu appelé Harry Potter: Wizards Unite. Le jeu comporte la même réalité augmentée que dans Pokémon Go mais utilise des personnages de l'univers de Harry Potter. Il n'existera que pendant deux ans et demi, de juin 2019 à janvier 2022.
Portkey Games a également annoncé un deuxième jeu mobile en développement appelé Harry Potter : Secret à Poudlard. Ce dernier permet aux utilisateurs de jouer en tant qu'étudiant de Poudlard (l'école de sorcellerie de l'univers) et se déroule avant les événements de la série Harry Potter. Le jeu est sorti sur iOS et Android le 25 avril 2018.
En septembre 2020, Portkey Games annonce Hogwarts Legacy : L'Héritage de Poudlard, un jeu vidéo de rôle (RPG). Il s'agit du premier jeu du studio qui n'est pas un jeu mobile.

## Jeux édités
- 2018 : Harry Potter : Secret à Poudlard
- 2019 : Harry Potter: Wizards Unite
- 2020 : Harry Potter : Énigmes et sorts (Harry Potter: Puzzles & Spells)[6]
- 2022 : Harry Potter : La Magie émerge (Harry Potter: Magic Awakened)[7]
- 2023 : Hogwarts Legacy : L'Héritage de Poudlard
- 2024 : Harry Potter : Champions de Quidditch (Harry Potter: Quidditch Champions)[8]